# Ciotola

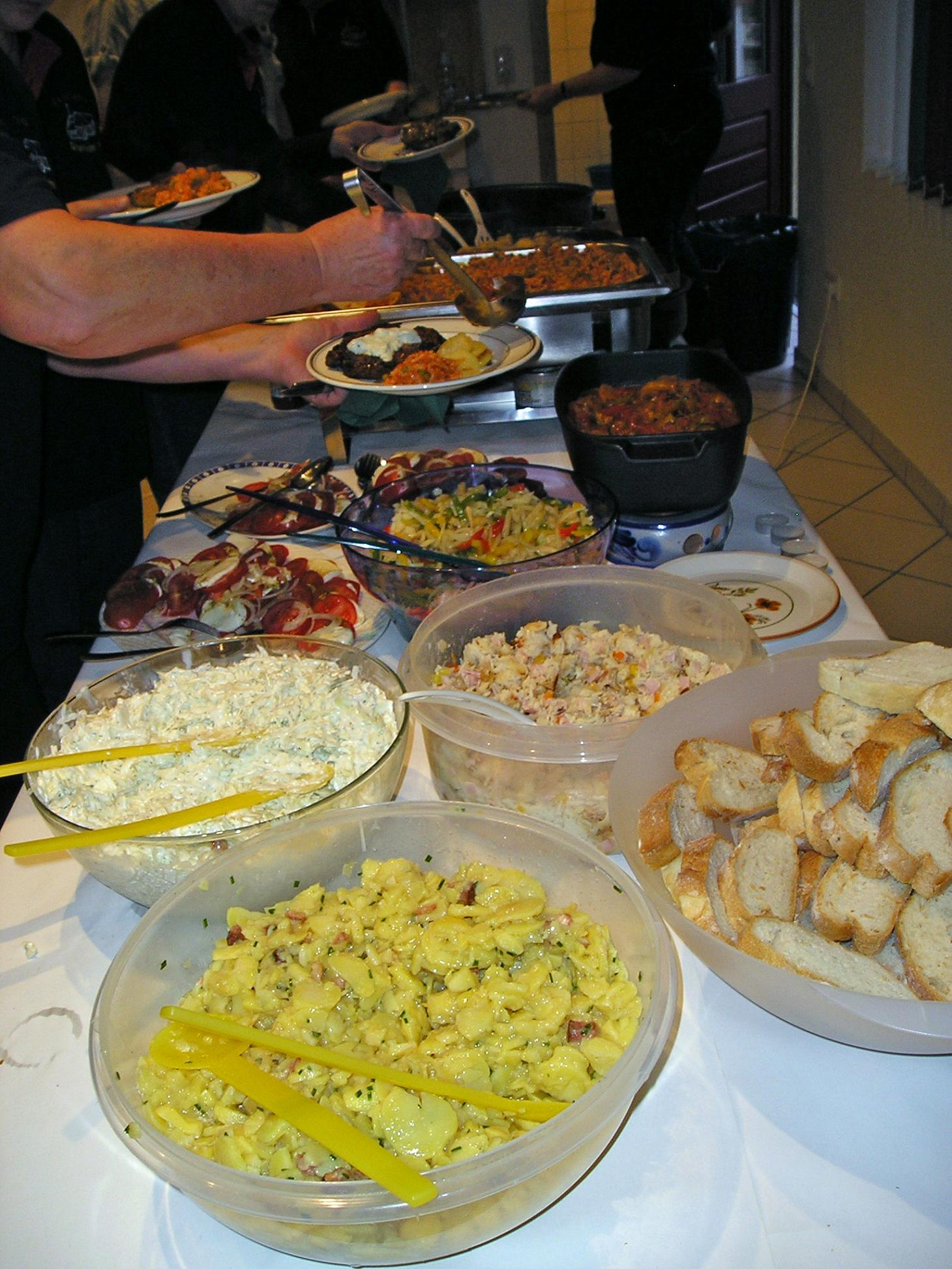
Ciotole in un buffet

Ciotola è il nome generico di contenitori per il cibo di forma semisferica. Di forma e dimensione legate all'uso e alle tradizioni locali sono realizzate con i materiali più vari: ceramica, porcellana, legno, vetro, arcopal, acciaio inox, alluminio. Quelle infrangibili sono realizzate in melammina o materiale plastico, quelle usa e getta in plastica leggera. Le caratteristiche di una ciotola sono: capacità di contenere liquidi, forma tondeggiante e panciuta, assenza di manici e piedini. 
Nel linguaggio comune, il nome ciotola viene anche, solitamente, utilizzato per indicare contenitori di cibo per cani domestici.

## Tipi

### Da tavola[1]
- Fondina
- Scodella
- Ciotola grande, per insalata
- Ciotola media, per macedonia
- Ciotolina da dolce o gelato
- Tazza da tè, senza manico
- Ciotola lavamani

### Da servizio
- Insalatiera
- Marmitta
- Terrina

## Galleria d'immagini

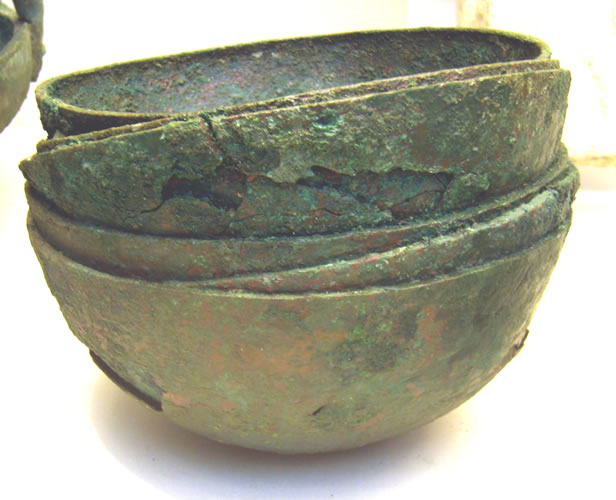
ciotole in bronzo, età del bronzo (British Museum)
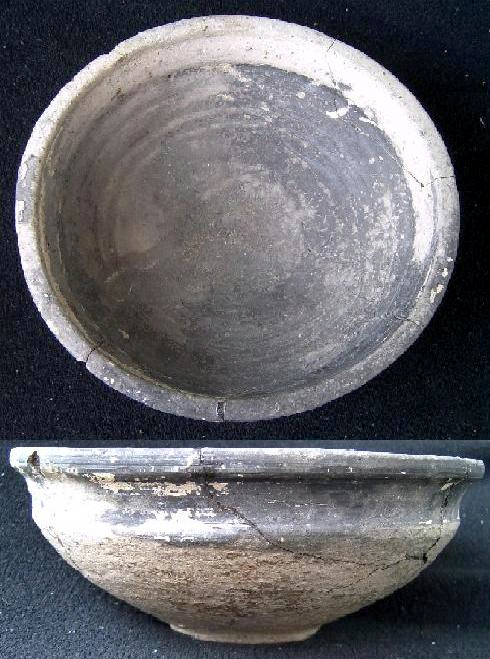
ciotola romana in terracotta II secolo
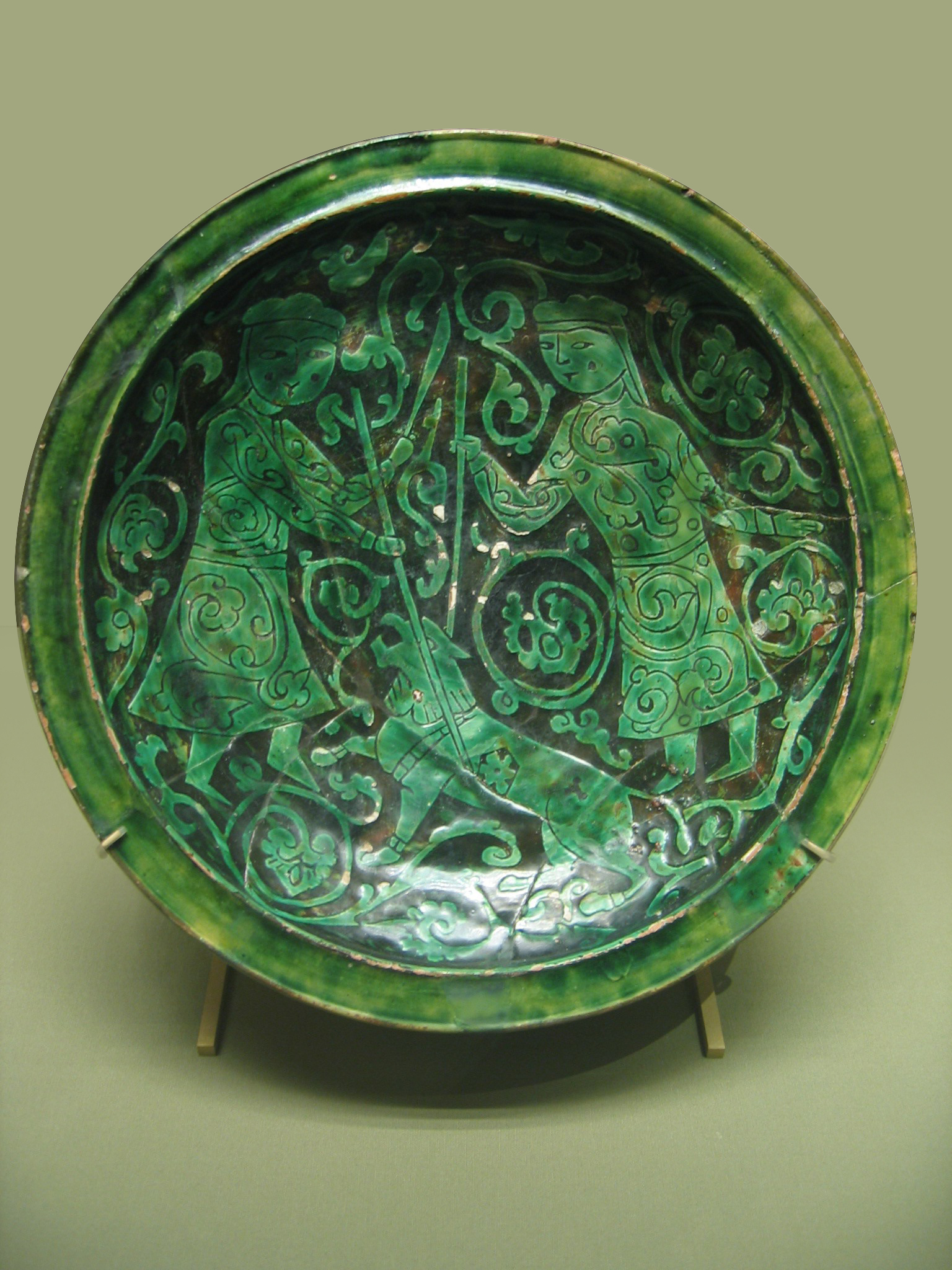
ciotola iraniana XII secolo (Museo del Louvre)
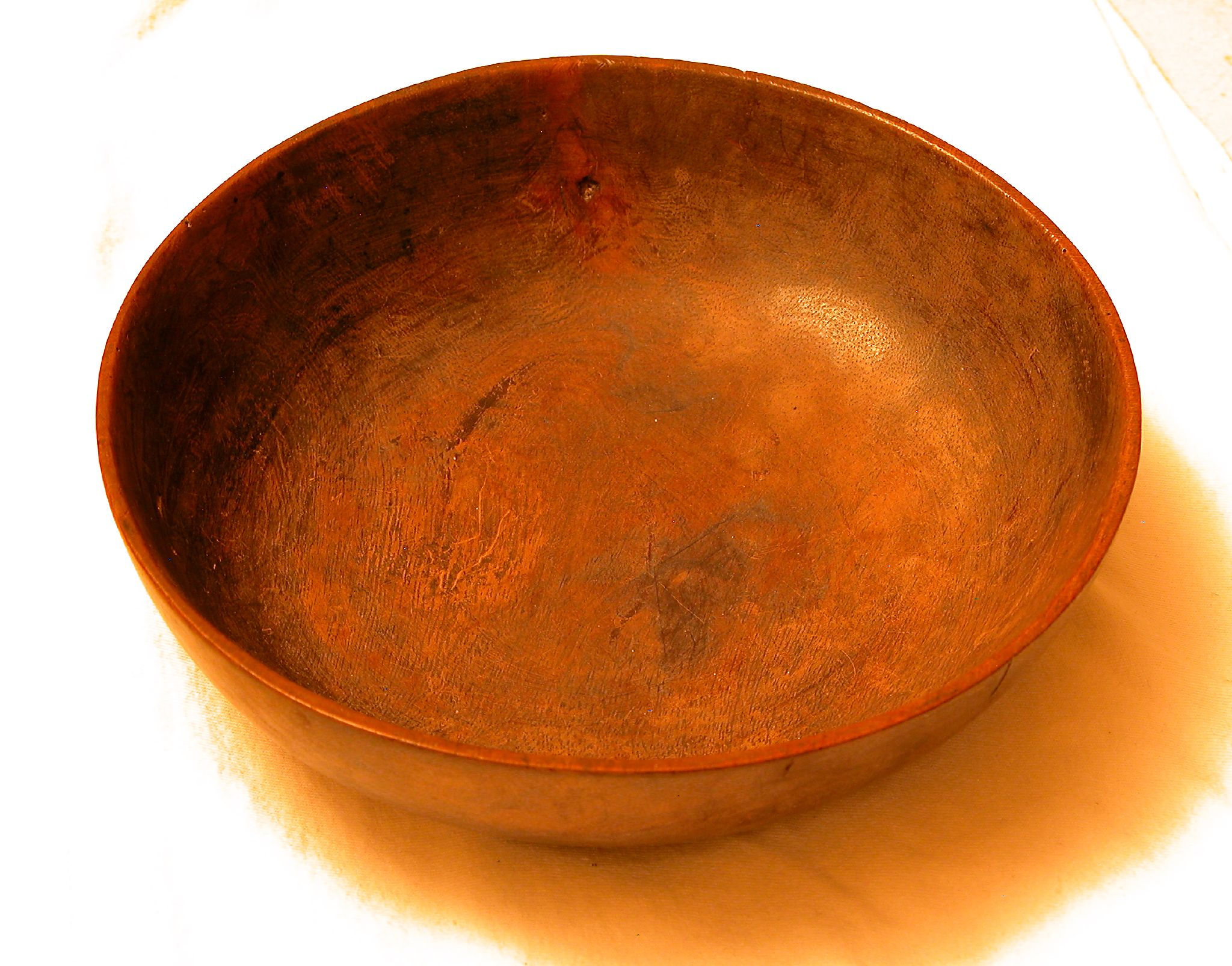
in legno, Indonesia
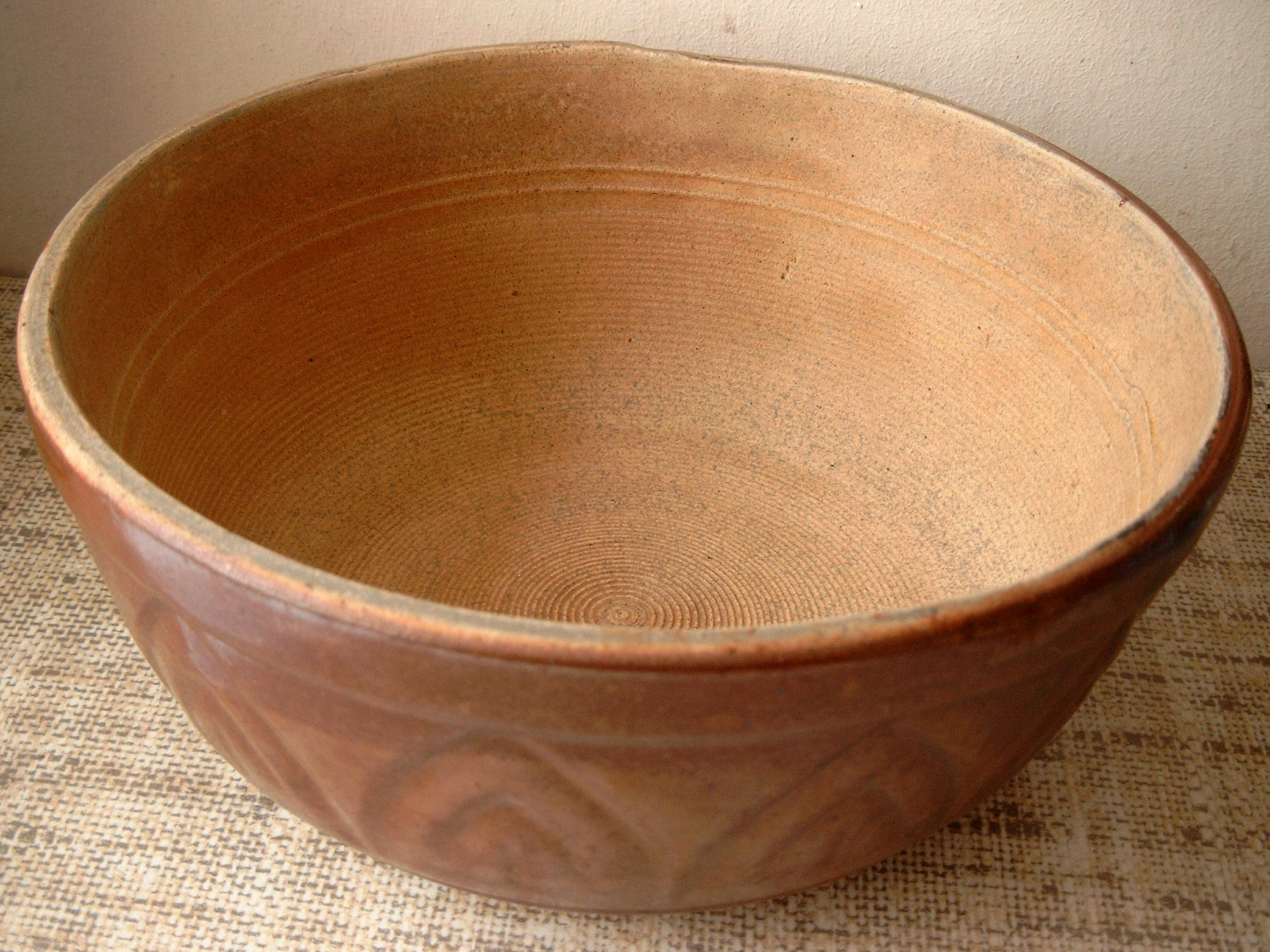
in terracotta
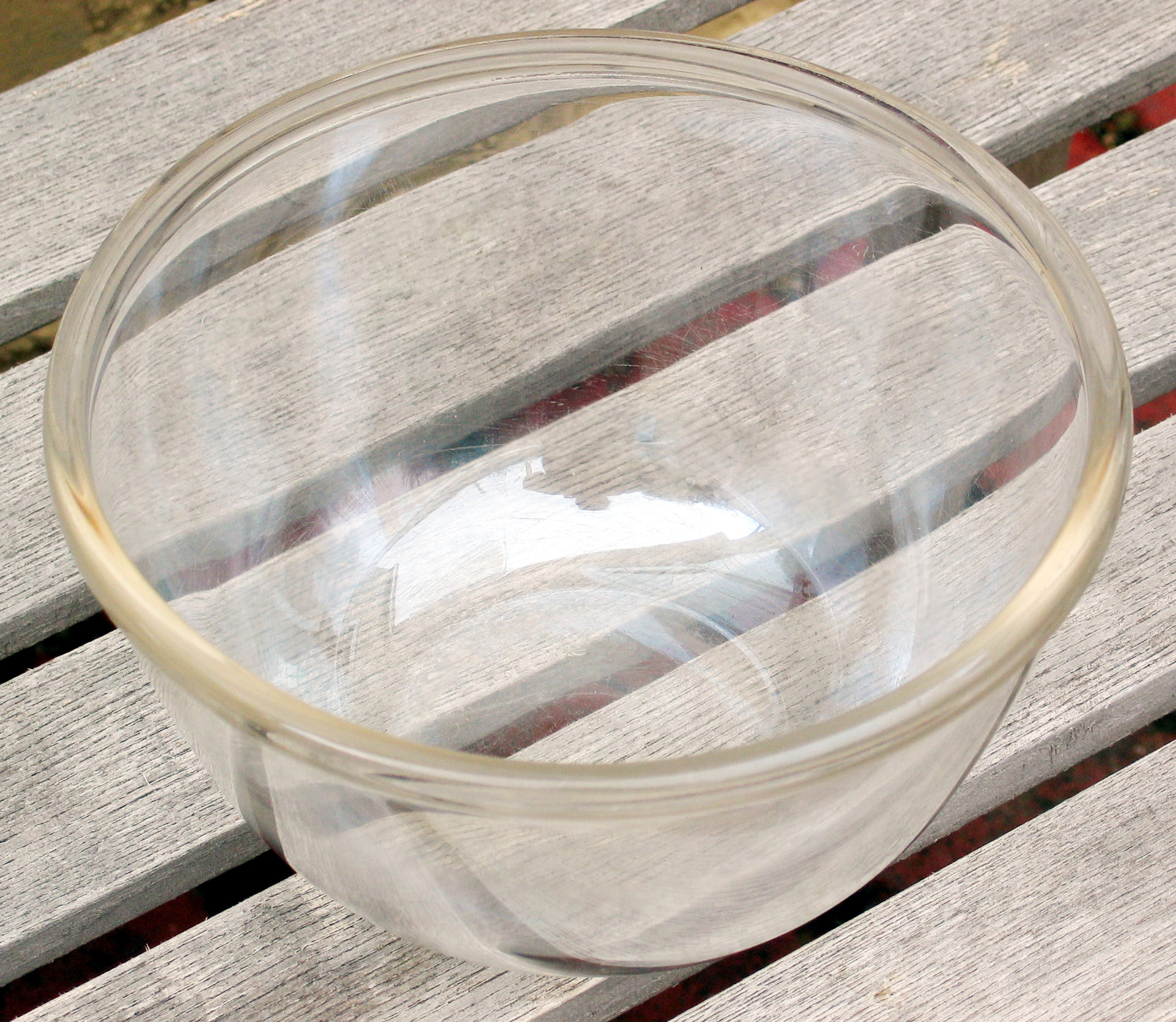
in pyrex
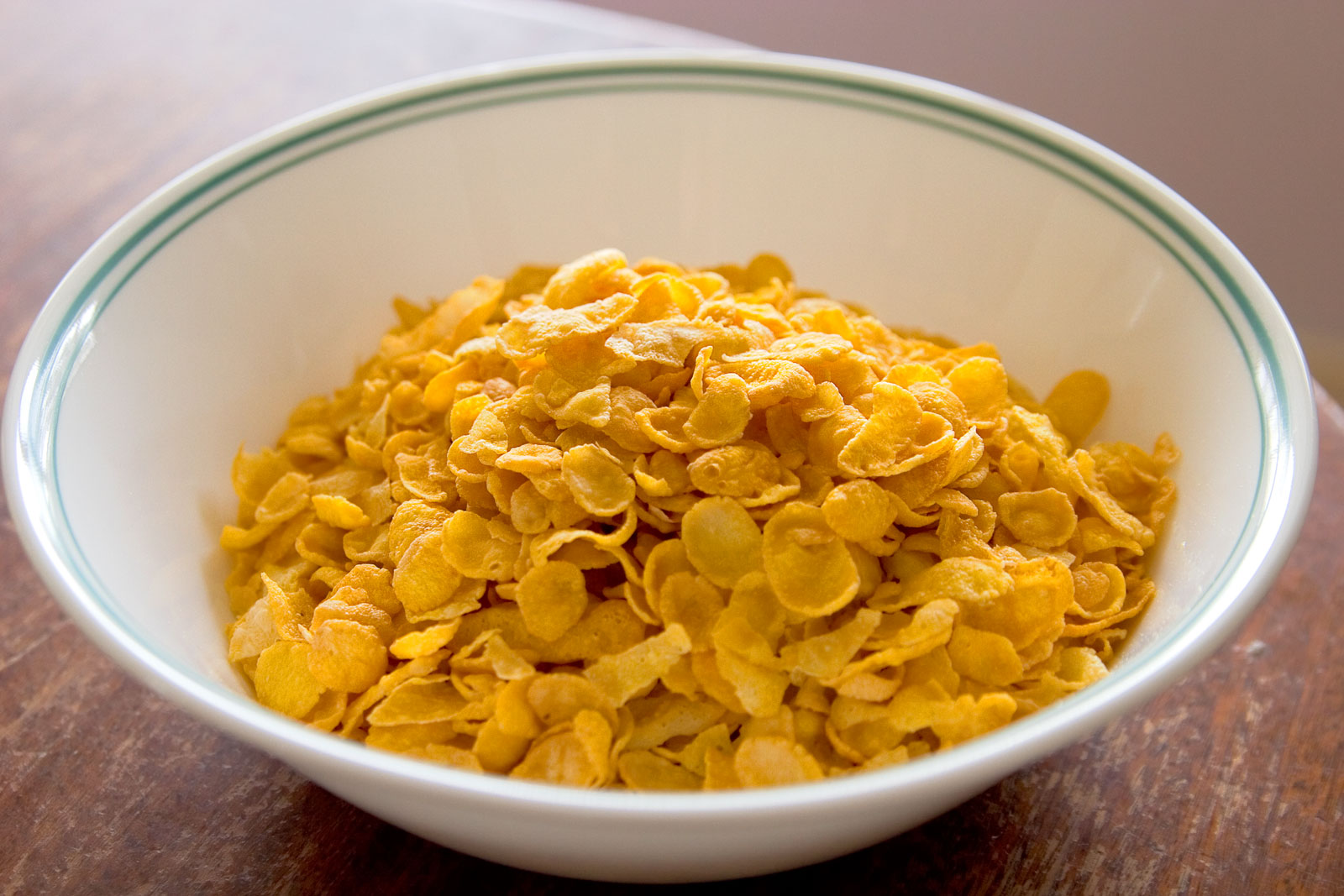
ciotolina in porcellana con cornflakes
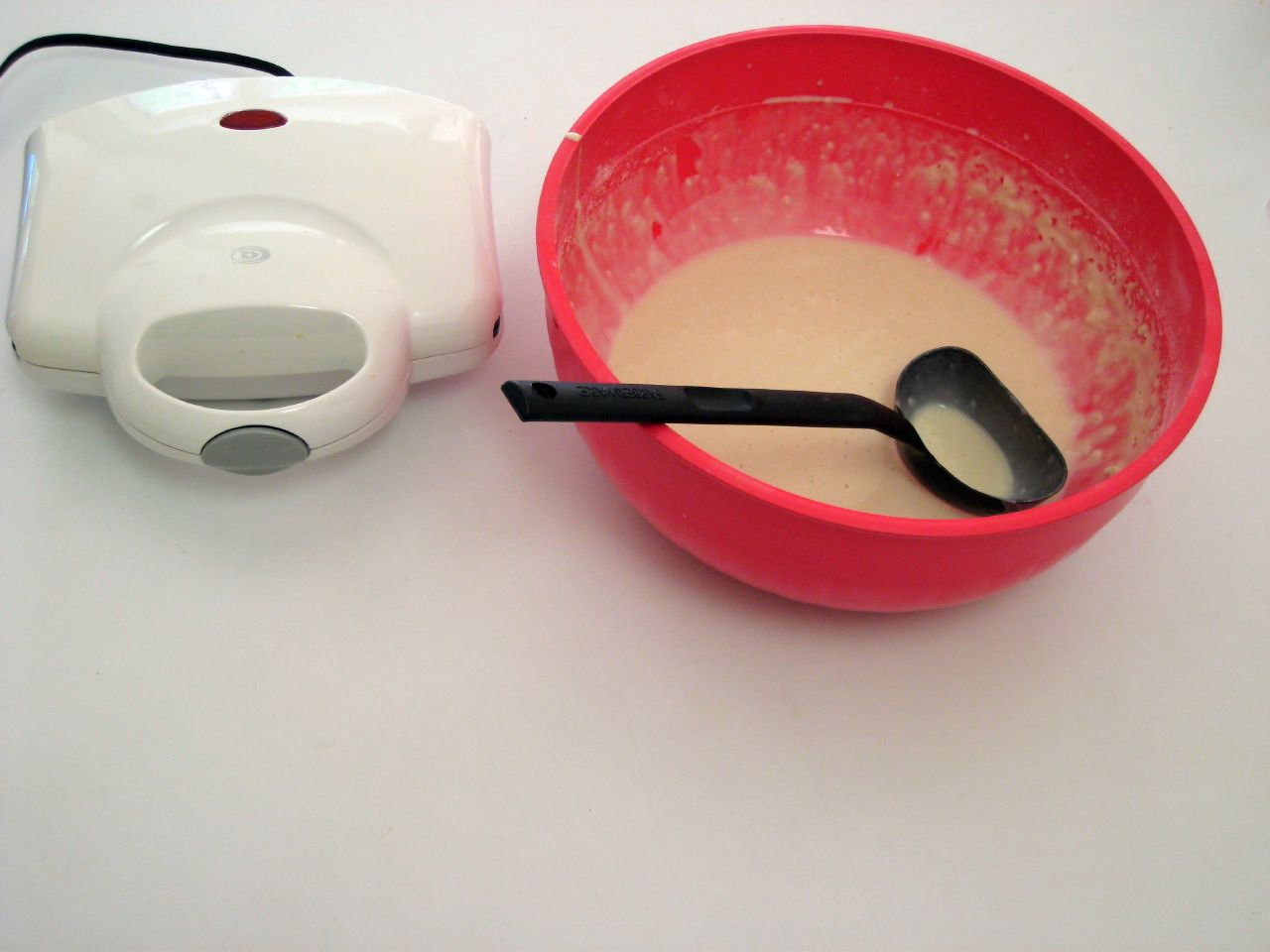
per impastare in plastica